# Tragia affinis
Tragia affinis är en törelväxtart som beskrevs av Benjamin Lincoln Robinson och Jesse More Greenman. Tragia affinis ingår i släktet Tragia och familjen törelväxter. Inga underarter finns listade i Catalogue of Life.